# Hajdú
Hajdú est un ancien comitat de Hongrie.
| \| Debrecen Oradea Polgár Berettyóújfalu HONGRIE ROUMANIE HAJDÚ BIHAR JUDEȚ DE BIHOR HAJDÚ-BIHAR BÉKÉS SZABOLCS-SZ.-B. \| Hajdú et Bihar dans la Hongrie et Roumanie contemporaines. |
| Debrecen Oradea Polgár Berettyóújfalu HONGRIE ROUMANIE HAJDÚ BIHAR JUDEȚ DE BIHOR HAJDÚ-BIHAR BÉKÉS SZABOLCS-SZ.-B.                                                                  |